# James Lepaio
James Lepaio (ur. 6 września 1992) – tuwalski piłkarz grający na pozycji pomocnika w klubie FC Tofaga i w reprezentacji Tuvalu od 2011 roku. 

## Kariera klubowa
Lepaio rozpoczął karierę klubową grając w drużynie rezerw FC Tofaga. Jednak, a następnie występował w głównej drużynie klubu.

## Kariera reprezentacyjna
Lepaio zagrał na wszystkich czterech spotkaniach w ramach Igrzysk Pacyfiku 2011. Nie strzelił jednak żadnej bramki.